# 仙台市天文台
仙台市天文台（せんだいしてんもんだい）は、宮城県仙台市青葉区錦ケ丘にある仙台市立の天文台である。1955年（昭和30年）に仙台天文台として開台し、1956年（昭和31年）に仙台市へ寄付されて仙台市天文台となった。2008年（平成20年）に現在地へ移転した。2023年春、プラネタリウムのリニューアルが完了。

## 沿革
仙台に天文台を建設しようという動きが起こったのは1950年代前半である。1953年（昭和28年）に天文台建設発起人会と天文台建設委員会が立ち上げられ、1954年（昭和29年）に募金活動および建設工事が行われた。そして1955年（昭和30年）、西公園の仙台市公会堂跡地に天文台が開台した。この天文台は翌年、仙台市に寄贈され、仙台市天文台となった。天文台の建設計画には東北大学教授の加藤愛雄が関わっており、加藤は天文台の初代台長となった。この時の仙台市天文台は、当時、日本国内で製造されていた望遠鏡の中では最大のカセグリン式41センチ望遠鏡を備えていた。
仙台市天文台の管理および運営は当初、仙台市の文化観光課が所管するものだったが、1960年（昭和35年）に仙台市教育委員会へ移管された。これ以後、仙台市天文台は天文台実習や天文普及講座を行うなど、教育施設としての役割を担うようになった。1962年（昭和37年）に屋外天球儀の設置、1964年（昭和39年）に展示室の併設、1968年（昭和43年）にプラネタリウムの開館と、天文台施設が次第に拡張されていった。このプラネタリウムは、1967年（昭和42年）に行われた東北大博覧会の展示品の一つで、博覧会終了後に河北新報社から寄付されたものである。その後も、展示室の増設や太陽望遠鏡の導入など、施設の拡充が続いた。
仙台市天文台は、建物の老朽化と耐震性の問題、仙台市地下鉄東西線およびその駅である大町西公園駅の新設、西公園の整備事業などの関係から、移転することになった。移転先は仙台市郊外の錦ケ丘で、旧天文台から西方へ約10キロメートルの位置に当たる。西公園の天文台は2007年（平成19年）11月25日に閉台し、翌2008年（平成20年）7月1日に旧天文台および仙台市泉区のミルポートSにあった「仙台市こども宇宙館」の機能を継承した新しい天文台が開台した。こども宇宙館は1990年（平成2年）7月12日に開館した施設で、プラネタリウムなどを備えていた。
仙台市天文台は小惑星の発見に成果を挙げており、2008年（平成20年）までに21個の小惑星を発見し、いずれも仙台にちなんだ命名を行っている。一例として、1988年（昭和63年）に発見された小惑星の名称は当時の愛子観測所に因む「愛子」である。（小石川正弘参照）

### 年表
- 1954年（昭和29年）12月29日 - 「仙台天文台」が竣工。
- 1955年（昭和30年）2月1日 - 市民の寄付により、民営の「仙台天文台」が建設・開台[10]。
- 1956年（昭和31年） - 仙台市に寄贈され、市営の「仙台市天文台」となる[10]。
- 1967年（昭和42年）6月30日 - 河北新報社よりプラネタリウムを寄贈される。
- 1968年（昭和43年）5月15日 - プラネタリウム館開館。
- 1975年（昭和50年） - 天文台職員である小石川正弘の宮城町の実家に「仙台市天文台・愛子観測所」を設置[7]。
- 1978年（昭和53年）6月12日 - 宮城県沖地震発生。41cm反射望遠鏡が使用不能となったため解体し、翌年新調[10]。
- 1981年（昭和56年）3月31日 - プラネタリウム館・展示室増改築。
- 1982年（昭和57年）4月16日 - 太陽望遠鏡の設置。
- 1986年（昭和61年）5月1日 - プラネタリウム本体の更新。
- 1990年（平成2年）7月12日 - 「仙台市こども宇宙館」開館（泉中央「ミルポートS」3～5階、北緯38度19分15.5秒 東経140度52分52秒）。
- 1993年（平成5年）3月25日 - 天文車「ベガ」納入。
- 1998年（平成10年）2月1日 - リアルタイム太陽黒点像提供開始。
- 2000年（平成12年）3月23日 - 藤井黎仙台市長が仙台市地下鉄東西線のルートと機種を正式表明[14]。当台は同線ルート上に位置し、仮称：西公園駅（正式名称：大町西公園駅）に近接するため、地下鉄工事の際には移転が必要となった。
- 2002年（平成14年）11月15日 - 仙台市立錦ケ丘小学校建設用地として取得していた[注釈 2] 市有地を（新）天文台の移転用地に用途を変更[15]
- 2007年（平成19年）
  - 愛子観測所を閉鎖[7]。
  - 11月25日 - 移転のため閉台。
  - 12月27日 - 仙台市こども宇宙館閉館。
- 2008年（平成20年）
  - 7月1日 - （新）「仙台市天文台」が開台。施設整備費は約43億円[16]。
  - 7月26日17:00～17:30 - 仙台市市政テレビ特別番組「開かれた宇宙への扉～天文台から星空にロマンを求めて～[17]」がTBCテレビで放送された（同年8月24日14:00-14:30に再放送）。
  - 12月19日・20日 - 第1回「100万人のキャンドルナイトin仙台市天文台」を開催[18]。以降、年2回（夏至・冬至）開催。
- 2009年（平成21年）6月27日 - 新天文台の入館者数が50万人を突破[19]。
- 2010年（平成22年）2月6日・7日 - 開台55周年を記念して第1回「天文台まつり」を開催[20]。以降、2月1日前後の週末に毎年開催。
- 2011年（平成23年）
  - 3月11日 - 東北地方太平洋沖地震（東日本大震災）の発生に伴い臨時休館[10]。
  - 4月15日 - 営業再開[10]。
- 2014年（平成26年）4月 - アースキャンディの販売を開始[21]。
- 2015年（平成27年）
  - 4月4日 - 同日の皆既月食に合わせてムーンキャンディの販売を開始[21]。
  - 8月15日 - Twitter上にアースキャンディとムーンキャンディに関するツイートがなされた[21]。これ以降、両キャンディが人気となり、入荷してもすぐさま売り切れる状況になった[21][22]。
- 2020年（令和2年）
  - 7月1日 - 新天文台オープン時から台長を務めていた土佐誠に代わって副台長の小野寺正己が台長に就任、土佐は名誉台長となった[23][24]。土佐は土曜日のトワイライトサロンに引き続き出演する[23]。
- 2022年（令和4年）
  - 12月28日 - 開館時からおよそ15年稼働していたプラネタリウム投影機「ケイロン」が引退[25]。リニューアル後にはケイロンIIIが導入される[26]。
- 2023年（令和5年）
  - 1月4日 - プラネタリウム投影機のリニューアルに伴い4月28日までプラネタリウムを一時休止[27]。
  - 6月9日 - プラネタリウムをリニューアルオープン。

## 設備

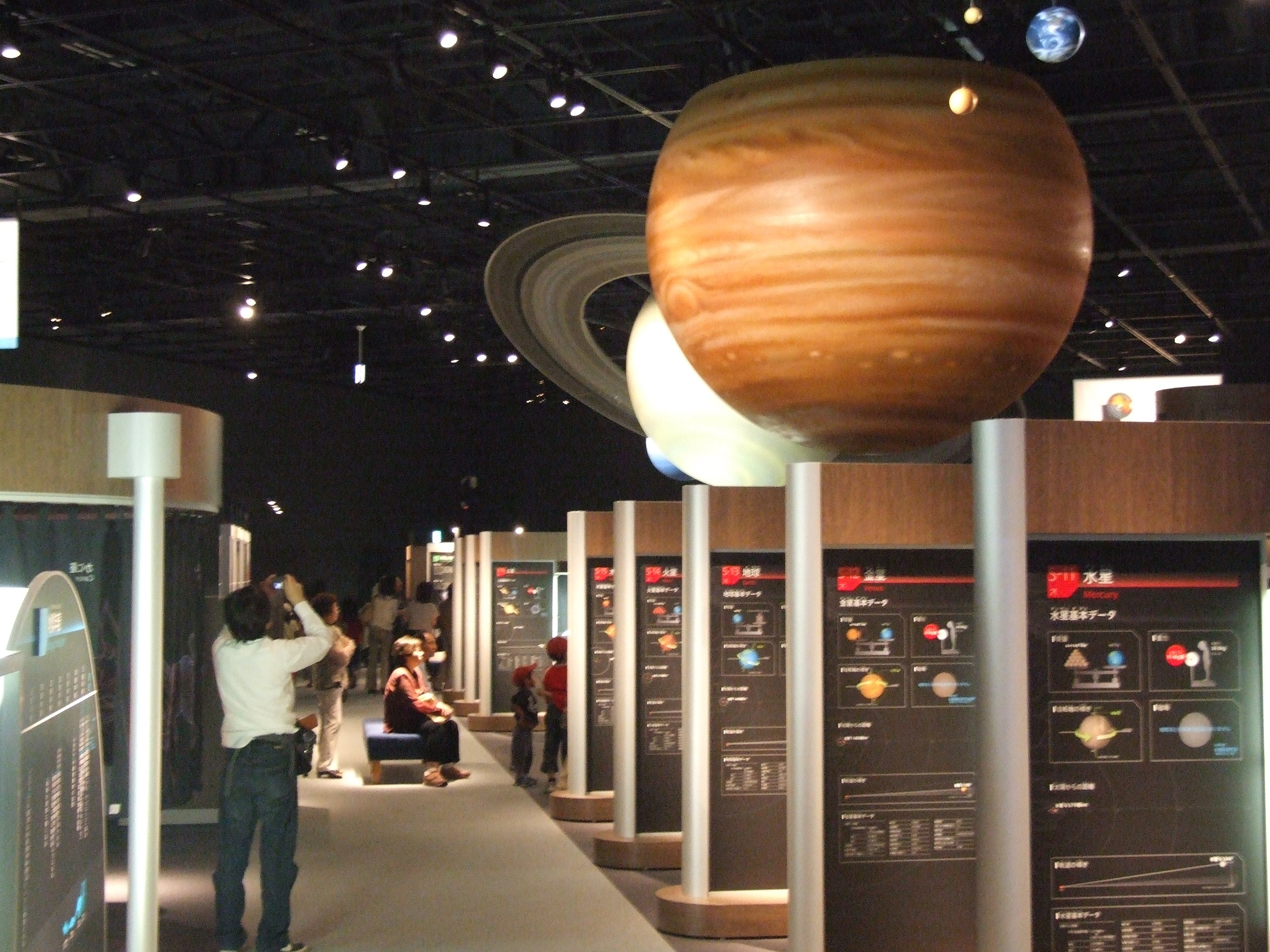
展示室（2008年7月）

建物の1階には展示室、プラネタリウム、ホール、ミュージアムショップ、天文ライブラリなどがある。展示室では、模型やコンピュータグラフィックスにより、地球や太陽系、銀河系などに関わる展示、解説が行われている。江戸時代の渾天儀、天球儀、象限儀も収蔵されており、これらは「仙台藩天文学器機」として重要文化財に指定されている。プラネタリウムは、270席を備える直径25メートルの水平型ドームで、光学式とデジタル式の複合システムである。ホールは、初代台長と2代目台長の名前から「加藤・小坂ホール」と名付けられており、企画展や講演会がここで行われる。
建物の2階には学習室や資料室などがある。3階は観測室や観測デッキのフロアである。観測室の望遠鏡は、口径1.3メートルの大型望遠鏡で、17等星ほどまで観測できる。「ひとみ望遠鏡」と呼ばれている。この他に市民向けの観察用望遠鏡と大型双眼鏡があり、市民は研修を受けた上でこれらを使うことができる。
建物の外の広場は「惑星広場」で、太陽系の水星から木星の軌道がデザインの基となっている。普通車125台（うち身体障害者用5台）、バス6台分の駐車場と、オートバイ16台、自転車32台分の駐輪場があり、いずれも無料である。
建物の施工者は戸田建設と橋本店JVで、NTTファシリティーズが設計と監理を担当した。

### 望遠鏡
- シロースタット式太陽望遠鏡
- 口径1.3m反射式天体望遠鏡（五藤光学製）
  - 2008年（平成20年）6月30日ファーストライト
  - 有効口径：1300mm
  - 焦点距離：F12 = 15600mm
  - 光学系：カセグレイン式
  - 架台：経緯台式（経緯儀式）
  - 制御方式：自動制御
  - 観測装置：冷却CCDカメラ、その他準備中

### 旧天文台の設備
- プラネタリウム（座席200席）
- 展示室
- 望遠鏡
  - 口径41cm反射望遠鏡
  - 口径20cm屈折太陽望遠鏡
- 移動天文車「ベガ」号
  - 口径20cm屈折望遠鏡

## 利用
- 開館時間
  - 午前9時から17時まで。（土曜日は21時30分まで。ただし展示室は17時まで。）
- 休館日
  - 毎週水曜日
  - 第3火曜日（この日が祝休日の場合はその直後の平日が休館。）
  - 年末年始
    - ただし、学校の長期休業期間中は開館する。
- 観覧料
  - 展示室：一般600円、高校生350円、小・中学生250円
  - プラネタリウム：一般600円、高校生350円、小・中学生250円
  - セット券（展示室・プラネタリウム）：一般1000円、高校生600円、小・中学生400円
  - 年間パスポート：一般3000円、高校生1800円、小・中学生1200円（発行日から1年間 展示室・プラネタリウム・天体観望会無料）

仙台都市圏及び周辺都市圏で発行される「どこでもパスポート」「AZ9パスポート」を使用することで、宮城県内に在住の小中学生は全館無料で利用すること出来る。

## アクセス
- 仙台駅からバスを利用する場合
  - 仙台駅前 （青葉通り・あおば通駅近く）63番ポールより 仙台西部ライナー「かわさきまち」行き（タケヤ交通）で約20分乗車。「仙台市天文台」停留所で下車、徒歩すぐ。
  - 仙台駅西口バスプール10番ポールより「西道路経由錦ヶ丘」行き（仙台市営バス）、または、須田ビル前（愛宕上杉通り）より「錦ヶ丘八丁目」行き（愛子観光路線バス）で約30分乗車。「錦ケ丘七丁目北・天文台入口」停留所で下車し、徒歩5分。
- 愛子駅からバスを利用する場合
  - 仙山線の愛子駅より「上の原」「野尻町北」「二口温泉」行き（仙台市営バス）、または、「錦ケ丘八丁目」行き（愛子観光路線バス）で約10分乗車。「錦ケ丘七丁目北・天文台入口」停留所で下車し、徒歩5分。

## オーナーサポーター
仙台市天文台は「オーナーサポーター」という会員制度を実施している。これは会員たるオーナーが天文台に資金面や物品面で援助するというもので、提供された資金は展示物制作費や研究費に当てられる。会員資格は個人、法人を問わない。以下はオーナーサポーターの法人である。
- NTT東日本
- 株式会社エルコム
- Six Stars Consulting株式会社
- 株式会社ジャパンビバレッジ東北
- 島守クリニック
- すえたけ皮膚科
- 株式会社スターファイブ
- 株式会社太陽事務機
- タマヤ計測システム株式会社
- 東北フローズン株式会社
- トウホクメンテナンス株式会社
- 株式会社名取屋染工場
- パークサイドインなかむら
- 株式会社ビクセン
- 株式会社ポラリス
- 株式会社ヨコハマタイヤ
- 株式会社渡辺教具製作所
- ワテックスペースベンチャーズ株式会社